# 마이클 아이젠버그
마이클 아이젠버그 (Michael Eisenberg, 히브리어: מייקל אייזנברג ; 1971년 5월 18일 출생)는 미국 태생의 이스라엘 사업가, 벤처 캐피털리스트, 작가이다.

## 생애
아이젠버그는 맨해튼, 뉴욕시에서 7남매 중 장남으로 태어났다. 그의 아버지는 변호사였고 어머니는 다양한 가내 사업을 운영했다. 그의 할아버지는 페타티크바에 화학 공장을 세웠다. 그의 할머니는 엘스 벤드하임이었다. 아이젠버그는 독실한 유대인 가정에서 자랐으며 정통 유대인 학교에서 공부했다. 예시바 대학교 소년 고등학교를 졸업하고 예시바 대학교에서 1년 동안 다닌 후, 그는 알론 슈부트에 있는 예시바트 하르 에치온에서 2년 동안 갭이어를 가졌다. 미국으로 돌아온 후, 그는 예시바 대학교에서 정치학 및 철학 학사 학위를 마쳤다. 그는 상원 의원이 되고 싶어했다.
1993년, 아이젠버그와 그의 아내 야파는 이스라엘로 이민을 왔다. 그는 예루살렘 거주자이며 8명의 자녀를 두고 있다. 2023년 현재, 아이젠버그는 이스라엘과 미국 시민권을 모두 가지고 있다.

## Business career
아이젠버그는 텔아비브에 본사를 둔 벤처 캐피털 회사인 Aleph의 공동 설립자이자 총괄 파트너이다.
아이젠버그는 정치 컨설팅 회사인 Marttila and Kiley, Inc.의 컨설턴트로 경력을 시작했다. 1995년, 아이젠버그는 몽고메리 증권 투자 은행 이스라엘 대표로 임명되었다. 그 해, 그는 또한 슐로모 칼리시와의 파트너십으로 예루살렘 글로벌 투자 은행에서 투자 은행 VP로 일하기 시작했다. 아이젠버그의 첫 투자는 사진 공유 회사인 PictureVision에 있었는데, 이 회사는 1990년대 후반에 코닥에 인수되었다.
1997년부터 2005년까지 아이젠버그는 이스라엘 벤처 캐피탈 펀드인 이스라엘 시드 파트너스의 파트너였다. 그의 투자에는 2004년 상장되었고 나중에 이베이에 인수된 Shopping.com, Finjan Holdings, GuruNet 및 Answers.com이 포함되었다. Shopping.com은 첫 거래일 이후 8억 1천만 달러의 시가총액을 달성했으며, GuruNet은 첫 날 1천 1백만 달러의 시가총액을 달성했다.
2005년, 아이젠버그는 벤치마크 캐피탈에 매니징 파트너로 합류하여 이스라엘 대표로 임명되었다. 벤치마크에서의 그의 투자에는 2017년 SAP에 인수된 Gigya, Conduit 및 Seeking Alpha가 포함되었다. 아이젠버그는 또한 웹사이트 개발 플랫폼인 Wix.com 및 WeWork에 대한 투자를 주도했다.
2013년, 그는 에덴 쇼하트와 함께 텔아비브에 기반을 둔 벤처 캐피탈 펀드인 Aleph를 공동 설립했다. Aleph는 8억 5천만 달러의 운용 자산을 가진 초기 단계 펀드이며 이스라엘 기업가들과 협력하여 크고 영향력 있는 글로벌 브랜드를 구축하는 데 중점을 둔다. 설립 이후 Aleph는 Melio, 레모네이드 Frank (2021년 JP모건에 인수되었으며, 2023년 7월 현재 회사 실적 데이터 위조로 소송에 휘말림), Freightos, Bringg, JoyTunes, Healthy.io, Fabric, Windward, HoneyBook 및 Nexar를 포함한 50개 이상의 회사에 투자했다.
이 펀드는 현재까지 7개의 엑시트를 달성했으며, 이 중 4건은 M&A 거래, 2건은 상장이었다. 레모네이드 (NYSE: LMND)는 2021년 초 한때 130억 달러의 시가총액에 육박했지만, 2023년 2분기 현재 11억 5천만 달러에 불과하며, Windward, WeWork (NYSE: WE), 그리고 Freightos (NYSE: CRGO)는 SPAC를 통해 상장되었다. 이러한 엑시트의 시장 성과는 좋지 않았다. Freightos와 Windward는 모두 상장 이후 시장 가치의 65% 이상을 잃었으며 (2023년 7월 기준) WeWork는 2023년 2분기까지 5년 동안 가치의 98%를 잃으면서 유명하게 붕괴되었다.
2016년 4월, Insight Venture Partners의 전직 직원인 아론 로젠슨이 세 번째 파트너로 펀드에 합류했으며, 뉴욕에서 이스라엘로 이주하여 새로운 역할을 맡았다. 그 해 9월, Aleph는 두 번째 펀드를 위해 1억 8천만 달러를 모금했다. 2019년 12월, Aleph는 2억 달러 규모의 세 번째 펀드를 출시했다. Aleph는 이제 2019년에 운영 파트너가 된 야엘 엘라드, 그리고 2021년 2월에 합류한 Bessemer Venture Partners의 전직 직원인 토머 디아리를 포함하여 5명의 파트너를 두고 있다.
2021년 12월, Aleph는 3억 달러 규모의 네 번째 VC 펀드를 출시했다.
2023년 4월, Frank의 창립자이자 Aleph의 투자자였던 찰리 자비스는 JP모건 체이스에 회사를 1억 7,500만 달러에 매각하기 전에 회사의 사용자 수를 인위적으로 부풀린 혐의로 체포되었다. 포브스는 JP모건이 자비스를 고소했을 때 1월에 아이젠버그에게 연락했지만, 포브스는 아이젠버그가 아무런 언급도 하지 않았다고 보도했다.

## Public and community service
아이젠버그는 첨단 토라 연구와 군 복무를 결합한 예시바트 하르 에치온의 이사회 구성원이다. 그는 또한 2007년에 시온주의 운동의 역사적 길을 계속하고 상호 책임, 시민 행동 및 땅에 대한 사랑의 가치를 강화하기 위해 설립된 사회 운동인 하시쉬머 하차다시의 회장이다. 아이젠버그는 또한 이스라엘 초등학교에서 기술 연구를 장려하는 비영리 단체인 Snunit의 이사였다.
2017년, 아이젠버그는 새로운 이민자들이 이스라엘의 첨단 기술 생태계에 통합되는 것을 돕기 위해 Olim을 위한 콘텐츠 마케팅 세미나를 조직했다.
2020년, 그는 첨단 기술 분야에서 일하는 새로운 이민자들을 위한 펠로우십 프로그램인 Nevo Network를 설립했으며, 비영리 단체인 Machshava Tova가 운영하는 2년 프로그램을 주도하여 불우한 가정의 고등학생들에게 코딩 및 웹사이트 구축을 가르쳤다.

## Journalism and social media
1991년부터 1992년까지 아이젠버그는 예시바 대학교의 학생 신문인 The Commentator의 뉴스 편집자였다.
2005년, 그는 "Six Kids and a Full-Time Job"이라는 인터넷 블로그를 시작하여 정치, 기술, 유대교, 시온주의, 거시경제학, 투자, 기업가 정신, 가족 및 육아에 대해 논의했다.
2010년, 그는 이스라엘 첨단 기술이 직면한 과제에 대한 일련의 기사 "The Hummus Manifesto"를 발표했다. 아이젠버그는 이스라엘의 일간 경제 신문 TheMarker, Calcalist 및 이스라엘의 사상 및 정책 저널인 Hashiloah에 자주 기고한다.
그는 또한 Tablet Magazine, PB Daily 및 워싱턴 이그재미너에 글을 썼다.
2022년 5월부터 2023년 5월까지 아이젠버그는 글로브스에 주간 토라 부분과 그것이 기술 및 경제와 어떻게 연결되는지에 대한 주간 칼럼을 썼다.

## Published works
2016년부터 2017년까지 아이젠버그는 예루살렘 탈무드의 브라콧 소책자에 대한 분석인 <<벤 바룩>>을 출판했으며, 경제 철학과 돈, 권력, 통제를 위한 투쟁의 관점에서 메길라 에스테르를 다룬 <<사라지는 유대인: 에스더서의 경고>>를 출판했다.
2021년 8월, 그는 <<생명과 번영의 나무: 창세기에서 배우는 21세기 비즈니스 원칙>>을 출판했다.
아이젠버그의 다른 책으로는 히브리어로 출판된 Kol Ehad Moshe Rabbenu ("모든 사람이 모세가 될 수 있다")와 Shevet Sho'eg ("포효하는 부족")이 있다.

## Views and opinions
아이젠버그는 예시바트 하르 에치온의 교장이었던 예후다 아미탈 랍비가 그에게 방향을 제시하고 그의 평생 작업에 영감을 주었다고 말한다. 에레츠 이스라엘에 어디에 살아야 하는지에 대한 미츠바에 대한 아이젠버그의 질문에 아미탈 랍비는 "모두 헛소리다. 만 명이 정직하고 품위 있는 삶을 살 수 있도록 공장을 세워라. 그것이 가장 큰 미츠바다."라고 답했다.
이스라엘 스타트업 산업과 조기 엑시트 현상을 분석하며 아이젠버그는 심리적 가설을 제시한다: "이 나라는 사람들이 자신의 상사가 되고 싶어한다... 전체 파이의 크기 대 내 파이의 조각의 영향에 대한 인식이 적다." 그는 이스라엘 기업들이 이스라엘에 본사를 유지하면서도 기업 공개나 SPAC와 같은 더 큰 성과를 목표로 해야 한다고 믿는다.
아이젠버그는 자신을 "헤르츨리안"이라고 설명한다. 즉, 시민 운동에 대한 테오도어 헤르츨의 신념을 따르는 사람이다.
2024년, 아이젠버그는 전 이스라엘 총리 에후드 바라크와 전 8200 부대 사령관 에후드 슈노르손이 제기한 고소 사건의 대상이 되었다. 공격형 사이버 회사인 파라곤의 공동 설립자인 이 두 사람은 아이젠버그가 X (이전 트위터)에 올린 글에서 파라곤이 이스라엘 국가 안보에 해를 끼치고 적절한 승인 없이 해외에 기술을 판매했다는 익명의 주장을 인용하며 자신들을 명예훼손했다고 주장했다. 아이젠버그는 일론 머스크의 챗봇 그록을 사용하여 이 주장을 영어로 번역하고 파라곤이 "통제를 벗어났다"는 논평을 덧붙였다. 이에 대해 바라크와 슈노르손은 공개 사과와 1천만 NIS의 손해 배상을 요구했다. 아이젠버그는 이 주장을 부인하며 단지 의견을 표명했을 뿐이며 기자들에게 주장을 조사해 달라고 요청했다고 밝혔다. 법적 방어에서 그는 자신의 발언이 공익을 위한 것이며 정보 기관 관계자들이 제기한 우려에 기반한 것이라고 주장했다. 2025년 중반 현재, 이 사건은 진행 중이다.
아이젠버그는 나중에 이스라엘 프로그램 Zman Emet ("실시간")의 텔레비전 탐사 보도에 출연했는데, 이 보도는 이스라엘 정보 기관의 고위 관계자들이 파라곤을 미국 투자 회사에 판매하는 것과 관련된 상당한 국가 안보 위험에 대해 경고하는 기밀 서한을 공개했다. 이 보고서에는 기술 유출 및 전략적 취약성에 대한 우려가 포함되어 있었으며, 아이젠버그가 공개적으로 제기했던 일부 문제에 신뢰성을 더했다.

## Awards and recognition
아이젠버그는 포브스 Midas List: Top Tech Investors 2019에서 98위, Midas List Europe: Top Tech Investors 2020에서 11위에 올랐다. 2021년에는 Midas Europe에서 8위로 상승했다. 2023년에는 아이젠버그가 13위에 올랐다.

## Media appearances
아이젠버그는 해리 스테빙스의 "Twenty Minute VC", Tikvah Podcast, 앤서니 스카라무치의 "The Mooch" 및 마크 거슨의 "The Rabbi’s Husband"를 포함하여 TV, 라디오 및 팟캐스트 프로그램에 출연하고 강연한다. 그는 벤처 캐피털, 이스라엘 및 기업가 정신에 대해 이야기한다. 2021년 9월, 그는 댄 시니어의 팟캐스트 "Call me back"에 출연했다. 그는 또한 아리 람 랍비의 팟캐스트 Good Faith Effort에서 "기술 시대의 성경적 지혜"에 대해 이야기했다. 2022년 2월, 그는 러스 로버츠에게 이스라엘의 스타트업 국가 이미지와 투자의 도덕적 측면에 대해 이야기했다. 2022년 6월, 그는 Kan 11의 금융 뉴스 매거진에서 인터뷰를 했다.

## 같이 보기
- 이스라엘의 경제
- 스타트업 네이션